# 대구 서변동 효열각
효열각은 대한민국 대구광역시 북구 서변동에 있다.

## 개요
인천이씨 이익상의 처 월성최씨의 효행을 널리 알리기 위해 조정에서 비각을 세웠다.